# Imperialna Ziemia
Imperialna Ziemia (tyt. oryg. Imperial Earth) – powieść science fiction autorstwa Arthura C. Clarke'a wydana w 1975.
Książka porusza tematykę klonowania ludzi, społecznych aspektów kolonii ludzkiej na Tytanie, księżycu Saturna i napędów kosmicznych wykorzystujących czarne dziury. Duncan Makenzie, głowa rodziny rządzącej Tytanem, będącej jednocześnie klonami, leci na Ziemię na obchody pięćsetlecia powstania Stanów Zjednoczonych, oraz po to, by stworzyć swojego klona i następcę. 